# Viktor Synek
Viktor Synek (10. února 1903 Praha – 1. června 1942 koncentrační tábor Mauthausen) byl český levicový novinář a komunistický politický činitel. Za druhé světové války se jako člen I. ilegálního ÚV KSČ zapojil do aktivit komunistického protinacistického odboje, za což byl, mj. se svým bratrem Ottou, zatčen, vězněn a následně popraven.

## Biografie
Narodil se v Praze v rodně advokátního úředníka Josefa Synka a jeho manželky Karoliny, rozené Neumannové. Oba rodiče byli židovského původu a vyznání. Začal studovat na Právnické fakultě Univerzity Karlovy v Praze, která ale nedokončil. Následně začal být, stejně jako jeho starší bratr Otto, činný v levicovém odborovém a mládežnickém hnutí. Byl členem čs. Komsomolu, kde od roku 1928 zastával funkci ústředního tajemníka a hlavního redaktora časopisu Pravda mládeže. Členem Komunistické strany Československa (KSČ) se nicméně nestal. Pracoval jako úředník. 
V roce 1929 se přestěhoval do Moravské Ostravy, kde se podílel na vydávání komunistických periodik. V dalších letech byl v sérii soudních procesů odsouzen za porušení tiskového zákona k sedmi měsícům vězení. Po propuštění pokračoval v aktivitě v domácích komunistických organizacích, mj. se jako delegát účastnil VI. a VII. sjezdu KSČ (1931 a 1936). Po událostech Mnichovské dohody a vzniku tzv. druhé republiky byl vytvořen I. ilegální Ústřední výbor KSČ, jehož byl Synek členem, mj. spolu s Emanuelem Klímou, Janem Zikou, Eduardem Urxem či opětovně bratrem Ottou, tehdy ještě poslancem čs. Národního shromáždění (jeho mandát zanikl 28. prosince 1938 v souvislosti s rozpuštěním KSČ).
Po začátku německé okupace Druhé republiky a vytvoření Protektorátu Čechy a Morava odcestoval na několik měsíců ilegálně do Moskvy v SSSR, kde byl instruován k odbojové a ideologické činnosti ve své vlasti. Po návratu pokračoval v činnosti jednoho z předních představitelů domácího komunistického odboje. 
12. února 1941 byl zatčen gestapem a uvězněn. Dva dny předtím byl zatčen také Otto Synek, který byl 29. září 1941 popraven na střelnici v Praze-Kobylisích. Viktor Synek byl internován v koncentračním táboře Mauthausen v Horních Rakousích. Posléze byl odsouzen k trestu smrti a popraven v Mauthausenu 1. června 1942 ve věku 39 let. 

### Po smrti
Po komunistickém převratu v únoru 1948 a nastolení komunistického režimu v ČSR po nich bylo roku 1948 přejmenováno nuselské Riegrovo náměstí, náměstí Bratří Synků. Tento název zůstal nezměněn i po politické a společenské změně po pádu socialismu během Sametové revoluce roku 1989. 